# Ревер Умберту Алвес Араужу
Ревер Умберту Алвес Араужу (порт. Réver Humberto Alves Araújo, нар. 4 січня 1985, Аріранья) — бразильський футболіст, захисник клубу «Атлетіко Мінейру» та національної збірної Бразилії.

## Клубна кар'єра
Народився 4 січня 1985 року в місті Аріранья. Ревер почав свою футбольну кар'єру в молодіжній команді бразильського клубу «Пауліста» 2003 року. Дорослу футбольну кар'єру розпочав 2004 року в основній команді того ж клубу.
2005 року футболіст разом з партнерами виграв перший в історії «Паулісти» трофей — Кубок Бразилії. Ревер продовжував демонструвати високий клас гри до 2007 року, коли його на рік орендував клуб «Аль-Вахда» (Абу-Дабі). 
2008 рік футболіст провів в «Греміо», який орендував гравця на рік, а після закінчення оренди підписав з гравцем повноцінний контракт. 2009 року гравець отримав серйозну травму голови і був змушений пропустити тривалий час через курс лікування. Незважаючи на це, більшість часу, проведеного у складі «Греміо», був основним гравцем захисту команди.
В січні 2010 рік Ревер підписав контракт з німецьким «Вольфсбурга», але, не пробившись до основного складу, вже через півроку прийняв пропозицію перейти в бразильський клуб «Атлетіко Мінейру», з яким двічі поспіль ставав чемпіоном штату Мінас-Жерайс. Наразі встиг відіграти за команду з Белу-Оризонті 76 матчів в національному чемпіонаті.

## Виступи за збірну
26 липня 2010 року дебютував в офіційних матчах у складі національної збірної Бразилії в товариській грі проти збірної США. 
У складі збірної був учасником розіграшу Кубка Конфедерацій 2013 року у Бразилії.
Наразі провів у формі головної команди країни 8 матчів, забивши 1 гол.

## Титули і досягнення

### Клуб
- Володар Кубка Бразилії (3):

«Пауліста»: 2005
«Атлетіку Мінейру»: 2014, 2021
- Переможець Ліги Мінейру (5):

«Атлетіку Мінейру»: 2012, 2013, 2020, 2021, 2022
- Переможець Ліги Гаушу (2):

«Інтернасьйонал»: 2015, 2016
- Переможець Ліги Каріока (1):

«Фламенгу»: 2017
- Володар Кубка Лібертадорес (1):

«Атлетіку Мінейру»: 2013
- Володар Рекопи Південної Америки (1):

«Атлетіку Мінейру»: 2014
- Володар Кубка Бразилії (2):

«Атлетіку Мінейру»: 2014, 2021
- Чемпіон Бразилії (1):

«Атлетіку Мінейру»: 2021
- Володар Суперкубка Бразилії (1):

«Атлетіку Мінейру»: 2022

### Збірна
- Переможець Суперкласіко де лас Амерікас: 2011, 2012
- Переможець Кубка конфедерацій: 2013